# Вайткус, Томас
Томас Вайткус (лит. Tomas Vaitkus; род. 4 февраля 1982, Клайпеда, Литва) — литовский профессиональный шоссейный велогонщик. Победитель этапа Джиро д'Италия в 2006 году.

## Карьера
С юности Томас Вайткус показывал хорошие результаты в велоспорте, преимущественно на треке. В 2000 году на Чемпионате Мира среди юниоров он завоевал золотую медаль в командном преследовании и серебряную медаль в индивидуальном преследовании. Спустя год на Чемпионате Европы среди гонщиков до 23 лет завоевал второе место с командой и третье в индивидуальном преследовании.
В 2002 на Чемпионате Мира среди андеров победил в гонке с раздельным стартом. После завоевания радужной майки литовец подписал контракт с профессиональной командой Landbouwkrediet-Colnago, за которую выступал два года. Наивысшим достижением  за этот период стало первое место на 5 этапе Тура Дании в 2003 и 2004 году.
В 2005 году Вайткус подписывает контракт с французской командой Ag2r Prévoyance, также на два года. В мае 2006 года одерживает самую крупную викторию в карьере - побеждает на 9 этапе итальянской супермногодневки Джиро д'Италия.
С 2007 по 2010 год выступал за команды Йохана Брюнеля - Discovery Channel, Astana и Team RadioShack, однако особых результатов не добился. Дважды (в 2007 и 2008 годах) занимал 3 места в генеральной классификации Тура Альгарве. В 2011 году вернулся в казахстанскую команду Astana на один сезон, потом перешёл в австралийскую GreenEDGE. В её составе завоевал пятый титул литовского чемпиона (третий в групповой гонке).

### Статистика выступления наГранд-турах
| Гонка / Год     | 2004 | 2005 | 2006 | 2007 | 2008 | 2009 | 2010 | 2011 | 2012 |
| --------------- | ---- | ---- | ---- | ---- | ---- | ---- | ---- | ---- | ---- |
| Джиро д’Италия  | DNF  | —    | DNF  | —    | —    | —    | —    | —    | DNF  |
| Тур де Франс    | —    | —    | —    | DNF  | —    | —    | —    | 140  | —    |
| Вуэльта Испании | —    | —    | —    | —    | 95   | —    | —    | —    | —    |

### Рейтинги
| Год                 | 2006  | 2007 | 2008 | 2009 | 2010 | 2011  | 2012  | 2013 | 2014 | 2015   | 2016  |
| ------------------- | ----- | ---- | ---- | ---- | ---- | ----- | ----- | ---- | ---- | ------ | ----- |
| ПроТур UCI          | 124-й | 82-й | -    |      |      |       |       |      |      |        |       |
| Мировой тур UCI     |       |      |      |      |      | 195-й | 202-й | -    |      |        | -     |
| Мировой рейтинг UCI |       |      |      |      |      |       |       |      |      |        | 308-й |
| Европейский тур UCI |       |      |      |      |      |       |       |      | -    | 1158-й | 658-й |
| Азиатский тур UCI   |       |      |      |      |      |       |       |      | -    | 75-й   | -     |
| Африканский тур UCI |       |      |      |      |      |       |       |      | -    | -      | 10-й  |
|                     |       |      |      |      |      |       |       |      |      |        |       |
| Источник: UCI       |       |      |      |      |      |       |       |      |      |        |       |